# Долганово (Тверская область)
Долганово — деревня в Лихославльском районе Тверской области.

## География
Находится в центральной части Тверской области на расстоянии приблизительно 38 км на север-северо-восток по прямой от районного центра города Лихославль.

## История
Деревня была отмечена как Долганова ещё на карте Менде, состояние местности на которой соответствует 1848 году. В 1859 году здесь было учтено 39 дворов,. До 2021 деревня входила в Толмачёвское сельское поселение (Тверская область) Лихославльского района до его упразднения.

## Население
Численность населения: 246 человек (1859 год), 34 (карелы 73 %) в 2002 году, 15 в 2010.